# Gryllomorpha gestroana
Gryllomorpha gestroana is een rechtvleugelig insect uit de familie krekels (Gryllidae). De wetenschappelijke naam van deze soort is voor het eerst geldig gepubliceerd in 1914 door Bolívar.